# Владислав Лашић
Владислав Лашић (Зајечар, 28. фебруар 1939) српски и југословенски сценограф.

## Биографија
Рођен 28 02 1939 године у Зајечару, живи и ради у Београду. (звање „Истакнутог уметника“ од 1976.)
ВЛАДИСЛАВ ЛАШИЋ је свестран синеаста који се огледао у свим компонентама медија. Почео је у Кино клубу „Београд“, где је са генерацијом синеаста (Павловић, Ракоњац, Макавејев ...) упознавао суштину филмске уметности. Крајем друге године Архитектонског факултета на позив улази у уметнички "Студио позоришне и филмске сценографије", Миомира Денића, где се професионално формира као Арт директор у представама балета, опера, драма, филмским и телевизијским пројектима. Крајем треће године факултета ради свој први ауторски пројекат сценографије у филму "ТРИ" редитеља Александра Петровића који је једини српски филм номинован у ужи избор за награду ОСКАР. Са групом колега оснива ауторски судио ГА&Д (графика-архитектура и дизајн) у коме ради многе пројекте. Од 1965. године члан је Удружења филмских уметника Србије (УФУС) и члан УЛУПУДС-а. 
Аутор сценографије у преко 70 националних филмова, преко 40 страних филмских пројеката.
Дизајнирао је више од 80 драма и ТВ-серијала.
Добитник је више домаћих и страни признања: ЗЛАТНА МИМОЗА 2000, ЗЛАТНА МИМОЗА 2001, The Academy of Television Arts Sciences Primetime „ЕМY“ Аwаrds за 1988 – 1989; ПЛАКЕТА ЈУГОСЛОВЕНСКЕ КУНОТЕКЕ за изузетан допринос филмској уметности у Београду 2009.
Сарађивао је са многим звучним редитељским именима попут Соје Јовановић, Александра Петровића, Душана Макавејева, Столета Јанковића, Слободана Шијана, Александра Ђорђевића, Драгана Кресоја, Предрага Антонијевића, Столета Попова, Горана Радовановића, Горчин Стојановића...
Филмови, аутори, продуценти по избору аутора са којима је сарађивао:
Аward (‘Пут око света за 80 дана’, NBC, категорија: мини-серије или специјали, Баз Кулик; ‘Андерграунд’ (Цибy 2000, Дир. Емир Кустурица),  ‘Шерлок Холмс’ (ББЦ, Дир. Петер Сасдy), ‘The Fortunate Pilgrim’ ( Карло & Алекс Понти за НБЦ, реж. Стјуарт Купер); ‘Бригада неприлагођених ‘  ( Панорама,  реж. Гордон Хеслер);  ‘Twist again à Moscou’ (Гаумонт, Jean-Marie Poiret);  ‘Тајни Фројдов дневник’ ( 20th Century Fox. реж. Денфорд Грин);  ‘Хајди’ ( Дизни канал, реж. Мајкл Роудс); ‘Спаситељ’ ( Оливер Стоун - Парамаунт, реж. Предраг Антонијевић);  ‘Делта Форс Командо 2‘  (Реалта - Синема, реж. Пјерлуиђи Ћириаки); ‘’ Био једном један Снешко’  (НБЦ, реж. Станко Црнобрња);  ‘Дина’ (Дизни, Реж. Џон Харисон); ‘Балкан Експрес’ (Авала филм, реж. Бранко Балетић); ‘Отписани’ (Авала филм, реж. Александар Ђорђевић); ‘Воз’ (Муви сервис Рома, реж. Пјерлуиђи Ћириаки);  ‘Откупнина’ (Нобл продукција, реж,  Илија Ика Панајотовић); ‘Јалта’ (Антеннес 2 – Париз,  реж. Ив Андре Хуберт.); ‘Потмули одјеци’ ( Панорама филм-Њујорк, реж. Џорџ Роботам).
„НОМАД“ (Милош Форман, реж. Иван Пасер), ЕНКЛАВА (Нама филм, реж. Горан Радовановић), БАУК (Нама филм, реж. Горан Радовановић).

По анкети чланова филмске Академије, три филма овога аутора су увршћена у 10 најболих српских филмова: ЉУБАВНИ СЛУЧАЈ ИЛИ ТРАГЕДИЈА СЛУЖБЕНИЦЕ ПТТ, (Авала филм, реж. Душан Макавејев),  ТРИ (Авала филм, реж. Александар Петровић),  УБИСТВО С ПРЕДУМИШЉАЈЕМ (Синема филм, реж. Горчин Стојановић)  
Члан је Удружења филмских уметника Србије. У браку је са глумицом Љиљаном Лашић.

## Сценографија - филм
| Год.       | Назив                                       | Улога                           |
| ---------- | ------------------------------------------- | ------------------------------- |
| 1960-е     |                                             |                                 |
| 1962.      | Сибирска леди Магбет                        | арт дизајнер                    |
| 1964.      | Дуги бродови                                | непотписан                      |
| 1964.      | Пут око света                               | арт дизајнер                    |
| 1965.      | Џингис Кан                                  | непотписан                      |
| 1965.      | Три (филм)                                  | сценограф                       |
| 1966.      | Die Nibelungen, Teil 1 - Siegfried          | арт дизајнер                    |
| 1966.      | Die Nibelungen, Teil 2 - Kriemhilds Rache   | арт дизајнер                    |
| 1967.      | Љубавни случај или трагедија службенице ПТТ | сценограф                       |
| 1968.      | У раскораку                                 | арт дизајнер                    |
| 1968.      | Има љубави, нема љубави                     | сценограф                       |
| 1968.      | Вишња на Ташмајдану                         | сценограф                       |
| 1969.      | Вране                                       | сценограф                       |
| 1970-е     |                                             |                                 |
| 1970.      | Келијеви јунаци                             | арт дизајнер                    |
| 1971.      | Twins of Evil                               | арт дизајнер                    |
| 1972.      | Девојка са Космаја                          | сценограф                       |
| 1974.      | Партизани (мини серија)                     | сценограф                       |
| 1974.      | Партизани (филм)                            | сценограф                       |
| 1976.      | Четири дана до смрти                        | сценограф                       |
| 1976.      | Повратак отписаних (филм)                   | сценограф                       |
| 1977.      | Потмули одјеци                              | сценограф                       |
| 1978.      | Повратак отписаних (ТВ серија)              | сценограф                       |
| 1978.      | Стићи пре свитања                           | сценограф                       |
| 1978.      | Трен                                        | сценограф                       |
| 1978.      | Трен (мини серија)                          | сценограф                       |
| 1980-е     |                                             |                                 |
| 1980.      | Врућ ветар                                  | сценограф                       |
| 1980.      | Авантуре Боривоја Шурдиловића               | сценограф                       |
| 1981.      | Широко је лишће                             | сценограф                       |
| 1981.      | Краљевски воз                               | сценограф                       |
| 1981.      | Берлин капут                                | сценограф                       |
| 1983.      | Карловачки доживљај 1889                    | сценограф                       |
| 1983.      | Марија, где си...?                          | сценограф                       |
| 1983.      | Још овај пут                                | сценограф                       |
| 1983.      | Балкан експрес                              | сценограф                       |
| 1984.      | Др                                          | сценограф                       |
| 1984.      | Балкан експрес (ТВ серија)                  | сценограф                       |
| 1984.      | The Secret Diary of Sigmund Freud           | сценограф                       |
| 1984.      | Крај рата                                   | сценограф                       |
| 1986.      | Twist again à Moscou                        | арт директор                    |
| 1986.      | Шмекер                                      | сценограф                       |
| 1987.      | The Misfit Brigade                          | сценограф                       |
| 1987.      | Октоберфест (филм)                          | сценограф                       |
| 1987.      | Био једном један снешко                     | сценограф                       |
| 1987.      | Тесна кожа 2                                | сценограф                       |
| 1988.      | The Fortunate Pilgrim                       | арт директор                    |
| 1988.      | Тајна манастирске ракије                    | арт директор                    |
| 1988.      | Кућа поред пруге                            | арт директор                    |
| 1989.      | Around the World in 80 Days                 | арт директор                    |
| 1989.      | Beyond the Door III                         | арт директор                    |
| 1990-е     |                                             |                                 |
| 1990.      | Delta Force Commando II: Priority Red One   | сценограф                       |
| 1991.      | Тетовирање (филм)                           | сценограф                       |
| 1991.      | Sherlock Holmes and the Leading Lady        | сценограф                       |
| 1992.      | Велика фрка                                 | сценограф                       |
| 1992.      | Секула невино оптужен                       | сценограф                       |
| 1993.      | Heidi                                       | сценограф                       |
| 1993.      | Пун месец над Београдом                     | сценограф                       |
| 1995.      | Подземље (филм)                             | арт директор                    |
| 1994-1995. | Отворена врата                              | сценограф                       |
| 1995.      | Убиство с предумишљајем (филм)              | сценограф                       |
| 1998.      | Стршљен (филм)                              | сценограф                       |
| 1998.      | Спаситељ (филм)                             | сценограф 2 екипе (Југославија) |
| 1998.      | Точкови                                     | сценограф                       |
| 2000-е     |                                             |                                 |
| 2000.      | Небеска удица                               | сценограф                       |
| 2001.      | Наташа (филм)                               | сценограф                       |
| 2002.      | Рингераја                                   | сценограф                       |
| 2003.      | Ледина                                      | сценограф                       |
| 2003.      | Мали свет                                   | сценограф                       |
| 2009.      | Хитна помоћ (филм)                          | сценограф                       |
| 2015.      | Енклава (филм)                              | сценограф                       |
| 2023.      | Баук (филм)                                 | сценограф                       |

## Сценографија - позориште
| Год.  | Назив                                                    | Улога              |
| ----- | -------------------------------------------------------- | ------------------ |
| 1981. | Кројачка радионица - Београдско драмско позориште        | Аутор сценографије |
| 1981. | Одрпанци - Зајечарско народно позориште                  | Аутор сценографије |
| 1982. | За опело у ред, молим вас - Зајечарско народно позориште | Аутор сценографије |
| 2001. | Слободне жене балканске - Позориште Славија              | Аутор сценографије |

Као арт-дизајнер сарадник, позоришне сценографије Миомира Денића 1963-1965 у делима опере и балета: 
Сорочински сајам, Борис Годунов, Кнез Игор, Евгеније Оњегин, Хованшчина, Коцкар, Конзул, Пепељуга - Народно позориште Београд.

## Архитектура и дизајн
Пројектант. Породична кућа у Београду, планинска кућа на Копаонику.
Адаптације и аутор ентеријера - приказ у часопису Кућа Стил.
Дизајнирао најавне и одјавне наслове (шпице) многих домаћих и страних филмова.
Аутор серије филмских и позоришних плаката.
Аутор изложбе "Југословенска филмска сценографија" - 1976. године.
Аутор изложбе "Филмска сценографија београдских аутора" - 1980. године.
Аутор историјске изложбе "100 година филма", салон Академије наука и уметности 2001. године.

## Изложбе
Октобарски салон младих 1959. год. (павиљон „Масарикова"). 
Групне ликовне изложбе 1959., 60., 61. (салон Дома омладине у Молеровој). 
УНЕСКО – изложба графичких остварења 1966. у Паризу.
Бијенале плаката у Варшави 1976. (диплома). 
МАЈСКИ САЛОН 1976. (награда Музеја примењених уметности). 
МАЈСКИ САЛОН 1977. (откупна награда за филмски плакат „ТЕСТАМЕНТ“ у режији Мише Радивојевића) 
ОКТОБАРСКИ САЛОН 1978., 79. (коначно да филмски плакат „ВОЈНИКОВА ЉУБАВ“ добије ликовни атрибут од стране ликовне аристократије)
Изложба плаката ТОКИО 78.
Изложба сценографа поводом доласка европског филмског  „ФОНДА ЗА КИНЕМАТОГРАФИЈУ“.